# Bistar
Pour les articles homonymes, voir Bistar (homonymie).
Bistar (en serbe cyrillique : Бистар ; en bulgare Бистър) est un village de Serbie situé dans la municipalité de Bosilegrad, district de Pčinja. Au recensement de 2011, il comptait 107 habitants.

## Démographie
| 1948 | 1953 | 1961 | 1971 | 1981 | 1991 | 2002 | 2011 |
| ---- | ---- | ---- | ---- | ---- | ---- | ---- | ---- |
| 432  | 461  | 417  | 375  | 333  | 226  | 174  | 107  |

|  |